# Dendrochirurgia

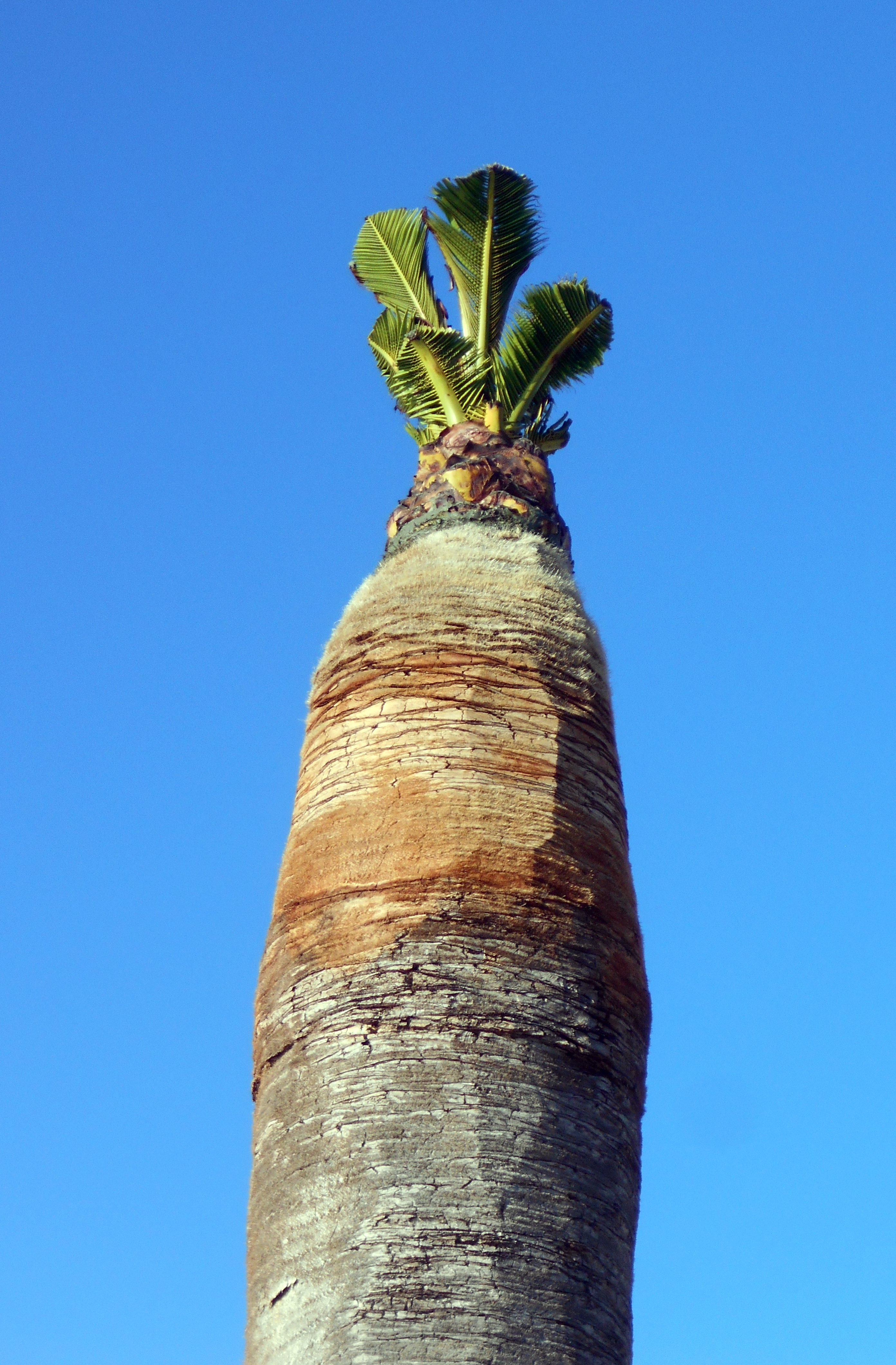
Una palma recuperata dopo una infestazione di punteruolo rosso

La dendrochirurgia è una pratica agronomica che si effettua su piante arboree colpite dalla carie del legno o da altre malattie e danni del legno, ad esempio quelli causati da insetti nocivi.

## Interventi
Si asporta la parte infetta con l'ausilio di attrezzi (accetta, trapani, sgorbie, motosega, ecc) e poi si tratta la parte lavorata con anticrittogamici e mastici cicatrizzanti.  Nei climi temperati il tutto deve essere effettuato possibilmente durante nella stasi vegetativa dell'albero, in modo da avere il riscontro durante la stagione vegetativa. Questo tipo di interventi viene spesso richiesto nel caso di alberi monumentali o comunque di piante di grandi dimensioni e di età elevata, nei quali marciumi e danni al legno sono frequenti nella viene usato togliere il fungo del mal del 'esca